# Устерики
Устери́ки (укр. Устері́ки) — село в Белоберёзской сельской общине Верховинского района Ивано-Франковской области Украины. Находится в Покутско-Буковинских Карпатах, на берегах рек Белого Черемоша и Чёрного Черемоша, в 18 км от районного центра.
Население по переписи 2001 года составляло 746 человек. Занимает площадь 90 км². Почтовый индекс — 78715. Телефонный код — 03432.